# Gobionellus oceanicus
Gobionellus oceanicus är en fiskart som först beskrevs av Pallas, 1770.  Gobionellus oceanicus ingår i släktet Gobionellus och familjen smörbultsfiskar. Inga underarter finns listade i Catalogue of Life.